# 아를의 원형 경기장
《아를의 원형 경기장》(프랑스어: Les Arènes d'Arles)은 빈센트 반 고흐가 1888년 11월 또는 12월경 프랑스 아를에서 폴 고갱과 노란 집에 살고 있던 시기에 그린 그림이다. 1888년 아를의 투우 시즌은 부활절인 4월 1일 일요일에 시작하여 10월 21일에 끝났는데 투우 경기를 하고 있는 경기장을 그린 이 작품을 그린 시기를 따져봤을 때 고흐는 자신의 기억에 따라 이 그림을 그렸다는 것을 알 수 있다. 고갱은 반 고흐에게 이런 방식으로 작업실에서 그림을 그리도록 권했다. 
페인트가 매우 얇게 칠해져 있고 곳곳에 맨 황마 조각이 보이기 때문에 그림이 완성되지 않은 것으로 보인다.
이 작품에는 고흐가 초상화로 자주 그렸던 《룰랭 가족》(The Roulin Family)의 구성원들이 묘사된 것으로 보이며, 아를 지방의 여성 의상을 입은 여성의 옆모습은 《아를의 여인》 속 지누 부인(Madame Ginoux)의 모습이다.
이 작품을 그린 지 몇 주 후에 반 고흐는 자신의 왼쪽 귀 일부를 잘랐다. 이 유명한 사건과 관련하여 투우(아를에서는 "황소 게임"이라고 부름) 경기에서 패배한 황소의 한쪽 귀를 자르는 관습이 반 고흐에게 깊은 인상을 남겼다는 이론이 있다. 당시 투우 경기에서 승리한 투우사는 경기장을 돌며 군중에게 이 귀를 보여준 뒤, 자신이 선택한 여성에게 귀를 건네는 관습이 있었다. 그러나 당시 반 고흐가 살았던 시대의 아를에서 이런 방식으로 황소를 죽였는지는 다소 의문이 있다.